# Emma Zimmer
Emma Anne Zimmer (Schlüchtern, 14 agosto 1888 – Hameln, 20 settembre 1948) è stata la sopraintendente dei prigionieri nel campo di concentramento di Ravensbrück tra il 1939 e il 1941.
È stata la prima donna a capo dei prigionieri a Ravensbrück. Ha assunto un ruolo attivo nella selezione dei prigionieri per le camere a gas. Era conosciuta per il suo sadismo e per la sua brutalità nei confronti dei prigionieri. Fu condannata a morte per crimini di guerra e impiccata il 20 settembre 1948.